# Примакова, Наталия Валерьевна
Наталия Валерьевна Примакова — российский кинокритик, сценарист и режиссёр документального кино, теле- и радиоведущая. Член ФИПРЕССИ, Гильдии киноведов и кинокритиков России , с августа 2024 года президент Гильдии.

## Биография
Наталия Примакова родилась в Москве. Окончила Московский энергетический институт.
Свою работу на телевидении начала в 1997 году на только что открывшем своё вещание ГТРК «Культура». Наталия была корреспондентом программы «Новости культуры», а позже кинообозревателем, освещала работу престижных кинофестивалей России и Европы (Berlinale, ММКФ, Кинотавр и другие), брала интервью у Питера Гринуэйя, Франсуа Озона, Александра Сокурова, Андрея Звягинцева, Харви Кейтеля, Жаклин Биссет, Сандрин Боннер и многих других.
В 2002 году окончила Институт повышения квалификации работников телевидения и радиовещания (кафедра режиссуры документальных и художественных программ, мастерская Игоря Беляева).
С 2003 года Наталия Примакова работала режиссёром-постановщиком и сценаристом программы «Документальная камера». Сняла для этой программы в качестве автора сценария и режиссёра документальный фильм «Вертов и Рифеншталь. Кто виноват?» с ведущим Андреем Шемякиным, принесший каналу в 2004 году премию ТЭФИ в номинации «Программа об искусстве». В 2005 году, как лауреат премии ТЭФИ, проходила стажировку на BBC (Великобритания). В 2007 году окончила аспирантуру ВГИК (киноведческий факультет).
Созданные Наталией Примаковой документальные фильмы выходили в эфире Первого канала, РТР, ТВЦ, канала «Культура», канала «Звезда», 5 канале. Для своих проектов брала интервью у Сергея Капицы, Мстислава Ростроповича, Галины Вишневской и других. Примакова также вела авторскую программу «Кино на радио» на радиостанции «Мелодия». С августа 2012 года Наталия Примакова является автором и ведущей программы «Киносалон» на телеканале РазТВ. У неё в студии побывали Виктор Сухоруков, Алексей Учитель, Ольга Машная, Сергей Никоненко и другие звезды отечественного кино. В 2018 году выпустила фотокнигу с авторскими текстами «Валерий Генде-Роте. Московский Международный кинофестиваль 1961—1991 гг.» Примакова входила в экспертный совет премии «Белый слон». 28 августа 2024 года объявлено об избрании Наталии Валерьевны на пост президента Гильдии киноведов и кинокритиков Союза кинематографистов России.

## Признание инаграды
- 2002 — «Золотой овен» (в номинации «журналисты, пишущие о кино»)[9]
- 2004 — премия ТЭФИ за фильм «Вертов и Рифеншталь»
- 2019 — премия Гильдии киноведов и кинокритиков Союза кинематографистов РФ за фотокнигу «Валерий Генде-Роте. Московский Международный кинофестиваль 1961—1991 гг.»